# Коляда на Майзлях (Фестиваль)
«Коляда на Майзлях» — міжнародний Різдвяний фестиваль, який започатковано у 2010 році при монастирі Царя Христа отців Василіан Української Греко-Католицької Церкви м.Івано-Франківська.

## Мета фестивалю
Головною метою фестивалю є відновлення, збереження та поширення різдвяних традицій, коляд, щедрівок, а також обмін творчими досягненнями мистецьких колективів.

## Учасники
За всі роки з сольними концертними програмами виступило понад 300 колективів: народні, професійні хори, різного складу вокальні, вокально-інструментальні та оркестрові колективи, фольклорні гурти та драматичні колективи, сольні виконавці.
Зокрема станом на 2018 рік на фестивалі виступили колективи з Києва, Дніпра, Одеси, Кривого Рогу, Донецької, Луганської, Дніпропетровської, Запорізької, Харківської, Волинської, Тернопільської та Львівської областей, а також з Латвії (народний хор “Джерело” м.Єлгава, 2017), Литви (хор “Cantus vita”,  м. Купішкіс, 2017; камерний хор «Друскінінкай», м.Друскінінкай, 2018), Румунії (вокально-інструментальний ансамбль «Florialia» національного університету мистецтв Джорджа Енеску, м.Ясси; чоловічий хор м.Фінтеушу Маре, 2018) та Польщі (мистецька група Центру вокального мистецтва, м.Жешув; вокальний ансамбль “Sine Nomine”, м.Люблін у 2018; церковний хор “Потік” м.Кошалін у 2017).